# Arno Geiger
Arno Geiger (né le 22 juillet 1968 à Brégence dans le Vorarlberg) est un écrivain autrichien.

## Biographie
Arno Geiger grandit à Wolfurt, dans le Vorarlberg. Il étudie la germanistique, l’histoire de l'Antiquité et la littérature comparée à  Innsbruck et Vienne. En 1993, il rédige un mémoire diplômant dont le titre est  La Façon de traiter ce qui est étranger dans les textes allemands narrant des voyages de longue distance à la fin du Moyen Âge.

## Œuvres

### Romans
- 2008 : Tout va bien (Es geht uns gut). Trad. de l'allemand (Autriche) par Olivier Le Lay. Paris, Gallimard
- 2012 : Le vieux roi en son exil (Der alte König in seinem Exil). Trad. de l'allemand (Autriche) par Olivier Le Lay. Paris, Gallimard
- 2015 : Tout sur Sally (Alles über Sally). Trad. de l’allemand (Autriche) par Olivier Le Lay. Paris, Gallimard
- 2017 : Autoportrait à l'hippopotame (Selbstporträt mit Flusspferd). Trad. de l'allemand (Autriche) par Olivier Le Lay. Paris, Gallimard
- 2019 : Le Grand Royaume des ombres (Unter der Drachenwand). Trad. de l'allemand (Autriche) par Olivier Le Lay. Paris, Gallimard •  (ISBN 978-2-07278-772-0)

## Récompenses et distinctions
- 1994 : Nachwuchsstipendium du Ministère autrichien de la science et de la culture
- 1998 : Abraham Woursell Award, New York
- 1999 : Bourse littéraire du Vorarlberg
- 2001 : Prix d'encouragement de la "Carl Mayer Drehbuchwettbewerb" avec Tobias Albrecht, Graz[1]
- 2005 : Prix d'encouragement du Prix Friedrich Hölderlin de la ville de Bad Homburg
- 2005 : Deutscher Buchpreis (Prix du livre allemand) pour Tout va bien
- 2008 : Prix Johann Peter Hebel[2],[3]
- 2010 : Prix littéraire de la "Vorarlberger Buch- und Medienwirtschaft"
- 2011 : Prix Friedrich Hölderlin de la ville de Bad Homburg
- 2011 : Prix littéraire de la Fondation Konrad Adenauer[4]
- 2011 : Prix "Die zweite Realität" de la Fondation Sonnweid, Suisse pour  Le vieux roi en son exil[5]
- 2011 : Prix d'honneur de l'Union des hospices allemands pour Le vieux roi en son exil[6]
- 2011 : Prix littéraire Johann Beer pour  Le vieux roi dans son exil
- 2012 : Prix Anton-Wildgans
- 2013 : Prix de la pièce radiophonique du mois d'août pour Das Haus meines Vaters hat viele Zimmer